# سيردان
سيردان (بالفارسية: سیردان) هي منطقة سكنية تقع في إيران في Tarom Sofla District. يقدر عدد سكانها بـ 462 نسمة .